# PFC Akademik Sofia
FK Akademik Sofia (en búlgaro: ФК “Академик”) es un club de fútbol búlgaro que juega en la Segunda División de Bulgaria de la ciudad de Sofia, perteneciente al barrio de Slatina. Es formado por estudiantes de la Academia de Sofia.

## Historia
- 1947 DSO (Dobrovolna Sportna Organizatsia) Akademik
- 1957 SFD (Studentsko Fizkulturno Druzhestvo) Akademik
- 1990 FK Akademik
- 2007 FK Akademik 1947 (en unirse con Vihar Gurublyane)

Su mayor triunfo fue la Copa de los Balcanes de 1974. Dos jugadores han estado en la Copa del Mundo de fútbol. Estos han sido: Ivan Dimitrov el 1970 y Mladen Vasilev el 1974.
En los años 50 la sección de baloncesto de este club fue dos veces finalista de la copa de Europa de bb2011  

## Jugadores destacados
- Ivan Dimitrov
- Mladen Vasil
- Nicolás Medina

- Datos: Q414625